# Л-3
Л-3 (с 06.09.1929 «Большевик», с 20.11.1931 «Фрунзовец», с 15.09.1934 Л-3) — советская дизель-электрическая минно-торпедная подводная лодка времён Второй мировой войны, третий корабль серии II типа «Ленинец».

## История корабля

Члены экипажа Л-3 вместе с командиром Грищенко П. Д.

Лодка была заложена 6 сентября 1929 года на Балтийском заводе № 189 в Ленинграде, заводской номер 197, спущена на воду 8 июля 1931 года и 5 ноября 1933 года вошла в состав Балтийского флота. С 1939 года по 24 февраля 1941 года прошла модернизацию и капитальный ремонт. 24 февраля 1941 года «Л-3» вновь в строю.

## Великая Отечественная война
В годы Великой Отечественной войны «Л-3» совершила семь боевых походов, произвела шестнадцать торпедных атак с выпуском сорока шести торпед, сделала одиннадцать минных постановок. Достоверно потоплено торпедами два корабля противника общим водоизмещением 10 743 брт. Результативность ещё двух атак нуждается в уточнении. На поставленных минах уничтожено девять судов общим водоизмещением 15 423 или 15 488 брт и повреждено не менее одного судна.
22 июня 1941 года «Л-3» встретила под командованием капитана 3 ранга (впоследствии капитана 2 ранга) Петра Денисовича Грищенко в Либаве. 26 июня «Л-3» была поставлена задача выставить мины в районе Мемеля. На следующий день 27 июня задача была выполнена, путём установки 20 мин. 4 июля при переходе из бухты Кихелькона в Триги безрезультатно атакована немецкой подлодкой U-145. 28 июля получила значительные повреждения в результате атаки немецких катерных тральщиков.
В конце сентября Л-3 вошла в передовой отряд кораблей Балтфлота и около месяца базировалась на Гогланд. 1 октября на рейде бухты Сууркюля лодку атаковали два финских торпедных катера. Торпеды взорвались в 15 метрах от Л-3. 16 октября во время шторма от ударов о пришвартованную рядом Щ-310 цистерны Л-3 получили повреждения, через два дня лодка отправилась в Кронштадт, где прошла ремонт и докование.
Блокадную зиму 1941—1942 года Л-3 провела в Ленинграде, пришвартованная к плавбазе «Иртыш». 9 августа 1942 года «Л-3» вышла из Кронштадта на позицию к западу от острова Борнхольм. В этот поход на корабле отправился писатель-маринист А. И. Зонин, который после похода написал «Походный дневник». Благополучно форсировав Финский залив, «Фрунзевец» 18 августа в районе Эланда обнаружил конвой из двенадцати транспортов под охраной миноносцев и катеров. Прорвав линию охранения «Л-3» двумя торпедами потопила транспорт «ЦФ Лильевальш». Корабли охранения сбросили на лодку 38 глубинных бомб, не причинивших ей вреда. Затем она направилась на юг, в Померанскую бухту для постановки минного заграждения. 25 и 26 августа «Л-3» выставила две минные банки из семи и тринадцати мин на фарватерах противника к западу от острова Борнхольм. Вечером 26 августа лодка обнаружила четыре транспорта, и, выпустив четыре торпеды из надводного положения, потопила два из них. 1 сентября в районе Эланда встретив конвой, выпустила две торпеды по кораблю охранения, а затем четыре торпеды по транспорту. В результате корабль охранения был повреждён, а транспорт потоплен. При возвращении в базу, 6 сентября в Финском заливе «Л-3» подорвалась на мине, получила повреждения корпуса и механизмов, но благополучно прибыла в базу 10 сентября. За мужество, проявленное в походе, 15 членов экипажа были награждены орденом Ленина, 24 — орденом Красного Знамени и 15 — орденом Красной Звезды. За участие в этом походе Александр Ильич Зонин был награждён орденом Красной Звезды. 
6 сентября 1942 подорвалась на мине, до базы дошла. 30 октября 1942 подорвалась на антенной мине, продолжила поход. 13 ноября 1942 попала под таранный удар транспорта, лишилась перископа, вернулась на базу. 1 марта 1943 присвоено звание «Гвардейская». 9 марта 1943 командиром был назначен капитан-лейтенант Владимир Константинович Коновалов.
13 ноября 1942 года подлодка «Л-3», обнаружив караван, состоящий из четырёх транспортов в сопровождении тральщиков, начала маневрирование для выхода в атаку на самый крупный, двухтрубный транспорт. Из-за быстрого ухудшения видимости принято решение маневрировать по данным гидроакустика. Однако «Л-3» попала в середину конвоя, вследствие чего стало трудно определить точные координаты цели из-за окружающих со всех сторон шумов других транспортов. Было принято решение подвсплыть на один метр с безопасной глубины 10,5 метра до перископной 9,5 метра и определить координаты цели в перископ. После поднятия перископа произошло столкновение с одним из транспортов, который в это время проходил над подводной лодкой. В итоге, несмотря на столкновение, подлодка замечена не была. От удара тумба ограждения была наклонена на правый борт на 30 градусов, командирский перископ был согнут вправо на 90 градусов и развёрнут в корму на 135 градусов, антенны левого борта были сорваны. 18 ноября подлодка благополучно вернулась на базу. Действия Грищенко были признаны грамотными, правильными и исключительно полезными, так как этим впервые в подводной войне на Балтике была доказана возможность бесперископной атаки по данным приборов гидроакустики. При этом отмечалось, что командиру для её успешного завершения следовало бы избрать несколько бо́льшую глубину погружения.

### Потопление транспорта «Гойя»
В ночь с 16 на 17 апреля 1945 года «Л-3» под командованием Владимира Коновалова, находясь на патрулировании у входа в Данцигскую бухту, севернее маяка Риксгафт, обнаружила конвой в составе трёх транспортов и двух кораблей охранения. Целью атаки был выбран самый большой корабль, транспорт «Гойя». Подводной лодке пришлось преследовать конвой в надводном положении, так как подводная скорость хода была недостаточна. В 23:52 по транспорту было выпущено две торпеды, обе поразили цель, которая затонула спустя семь минут. Погибло от шести до семи тысяч человек (точное количество находившихся на борту осталось неизвестным). По данным М. Морозова на «Гойе» в числе прочих находилось 1500 солдат 4-й танковой дивизии вермахта. Было спасено только 157 человек кораблями сопровождения и ещё 28 человек в течение дня другими кораблями. Потопление «Гойи» наряду с потоплением лайнера «Вильгельм Густлофф» является одной из крупнейших морских катастроф (по некоторым данным крупнейшей морской катастрофой за всю историю). Корабли охраны конвоя смогли сбросить пять глубинных бомб, однако бомбы цели не достигли.

21 апреля «Л-3» направилась на базу.

### Факты об Л-3

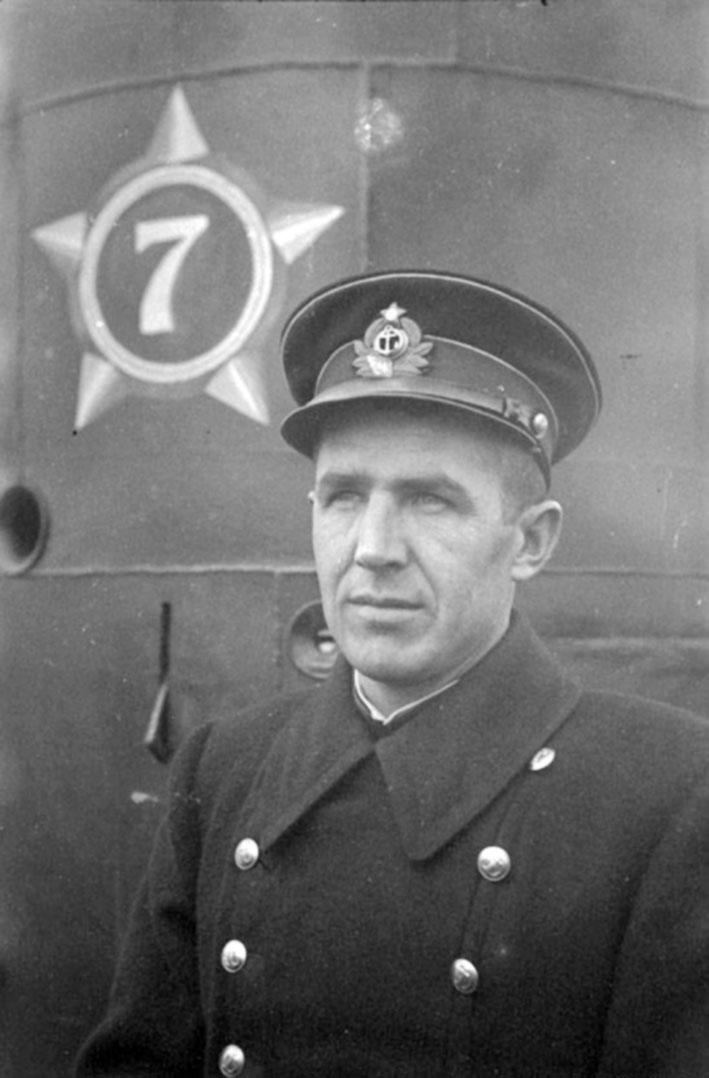
Командир советской подводной лодки Л-3 капитан 2-го ранга П. Д. Грищенко у рубки своего корабля.

«Л-3» неоднократно подрывалась во время боевых походов на минах, но каждый раз подлодку удавалось спасти.
За годы Великой Отечественной войны личный состав «Л-3» был награждён 423 орденами и медалями.
Рубка «Л-3» экспонируется в Парке Победы на Поклонной горе в Москве. Рубка изначально была установлена у штаба 22-й бригады подплава в г. Лиепае, после ухода российской армии из Прибалтики была эвакуирована и в 1995 году установлена на Поклонной горе в Москве.
По количеству потопленных судов во время Великой Отечественной войны «Л-3» принадлежит первое место в советском ВМФ, хотя по суммарному тоннажу она уступает С-13 (командир капитан 3-го ранга А. И. Маринеско) с 44,1 тысячью брт.

### Боевые походы на коммуникации противника
1. 22.06—09.07.1941 Либава — подходы к Мемелю — Таллин
2. 15.07—31.07.1941 Таллин — Данцигская бухта — Таллин
3. 09.08—10.09.1942 Кронштадт — южная часть Балтийского моря — Кронштадт (в походе участвовал писатель А. И. Зонин)
4. 27.10—18.11.1942 Кронштадт — Балтийское море через Финские шхеры — Лавенсаари
5. 01.10—16.11.1944 Ханко — юго-восточная часть Балтийского моря — Турку
6. 22.01—08.02.1945 Ханко — район Виндавы — м. Брюстерорт— Турку
7. 23.03—25.04.1945 Турку — южная часть Балтийского моря (Данцигская бухта) — Турку

## Потопленные суда

### Торпедами
- 18.08.1942 — Транспорт «К. Ф. Лильевальх»[1] — 5492 брт
- 17.04.1945 — «Гойя» — 5230 брт
- 18.04.45 — мотобот — около 50 брт

Результативность двух торпедных атак (15.10.1944 и 31.01.1945) не определена — в обоих случаях со слов подводников наблюдались попадание торпеды и гибель судна, но названия атакованных судов неизвестны и результаты попаданий ничем не подтверждены.
Итого подтверждено: три судна суммарной вместимостью 10 772 брт.

### Погибли на выставленных минах
- 25.09.1942 — Шхуна «Фледервеен» — 210 брт
- 11.11.1942 — Транспорт «Остланд» — 2152 брт
- 18.11.1942 — Транспорт «Гинденбург» — 7880 брт
- 11.12.1942 — Транспорт «Вольфрам» — 3648 брт
- 14.01.1943 — Транспорт «Мари Фердинанд» — 1757 брт
- 06.02.1943 — Транспорт «Грундзее» — 866 брт
- 14.11.1944 — повреждён «Альберт Лео Шлагеттер» — 768 брт
- 20.11.1944 — миноносец «Т34[англ.]» (1754 т)
- 29.01.1945 — «Генри Лютгенс» — 1141 брт

Итого: 8 судов суммарной вместимостью 18 422 брт и 1 боевой корабль водоизмещением 1754 т.

### Приписываемые победы
В различных источниках погибшими на минах первой постановки Л-3, выставленной у Мемеля 27 июня 1941 года указываются до шести различных судов. Послевоенные исследования показывают, что постановка была выставлена в стороне от фарватера и успехов не имела.
В качестве жертв Л-3 ошибочно указаны:
- 01.10.1941 — Транспорт «Кайя» (244 брт) погиб у Мемеля на германских донных минах.
- 08.10.1941 — Тральщик «Гюнтер» (300 брт) погиб к востоку от острова Готланд на германских донных минах.
- 19.11.1941 — Транспорт «Хенни» (764 брт) пропал без вести в районе Мемеля.
- 22.11.1941 — Танкер «Уно» (430 брт) погиб у Мемеля на германских донных минах.
- 23.11.1941 — Транспорт «Поллюкс» (1337 брт) погиб на британских донных минах в районе Ростока.
- 26.11.1941 — Транспорт «Эгерау» (1142 брт) погиб на германских донных минах.

Иногда к победам «Л-3» причисляют гибель на мине 30 марта 1943 года подводной лодки «U-416» (769/871 т), которая затонула не там и не тогда — погибла 12 декабря 1944 года в Балтийском море к северо-западу от Пиллау в результате столкновения с германским тральщиком M-203.

## Командиры лодки
- капитан 2-го ранга Пётр Денисович Грищенко (18.07.1940 — 18.03.1943)
- капитан 3-го ранга Владимир Константинович Коновалов — (18.03.1943 — 09.05.1945)

## Другие названия
- с 06.09.1929 г. — «Большевик»
- с 20.11.1931 г. — «Фрунзевец» (Приказ № 250/114 от 20.11.1931г по ВМС РККА и Приказ № 0121 от 05.12.1931 РВС МСБМ)
- с 15.09.1934 г. — Л-3
- с 09.06.1949 г. — Б-З
- с 30.05.1956 г. — СТЖ-25
- с 27.12.1956 г. — УТС-28

## Награды
Приказом Народного комиссара ВМФ от 1 марта 1943 года № 80 экипаж подводной лодки «Л-3» был удостоен звания гвардейского. Гвардейский флаг вручён 22 марта 1943 года.

## После войны

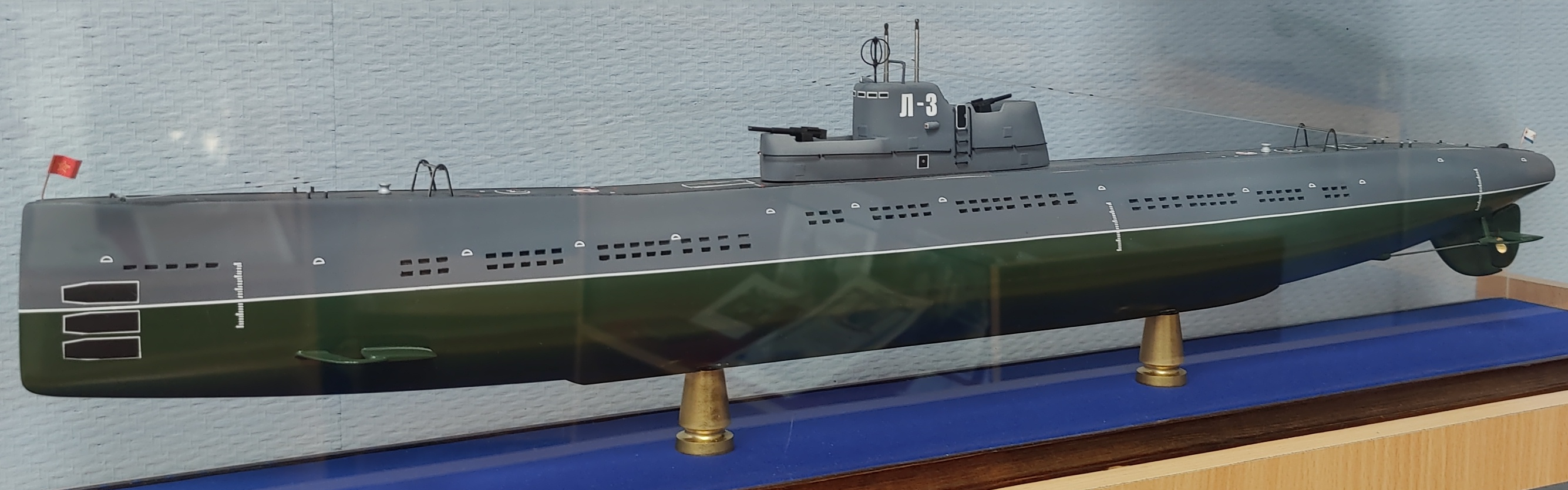
Макет в Музее истории подводных сил имени Маринеско

9 июня 1949 г. Л-3 получила обозначение «Б-3».
17 августа 1953 г. выведена из боевого состава флота и переквалифицирована в учебную подлодку.
21 мая 1956 г. переформирована в учебно-тренировочную станцию по борьбе за живучесть «УТС-28».
15 февраля 1971 г. станция исключена из состава ВМФ СССР и отправлена на утилизацию. Однако рубка лодки была сохранена и установлена в Лиепае. После распада СССР рубка была вывезена из Прибалтики и в 1995 установлена в Москве на Поклонной горе (предположительно, установлена копия-«новодел»).

## Л-3 в литературе
- Период 1941—1942 описан по данным командира подводного минного заградителя Л-3 капитана 1 ранга кандидата военно-морских наук Петра Денисовича Грищенко (Грищенко П. Д.: 1) Мои друзья подводники. Л., 1966 ; 2) Соль службы. Л., 1979 ; 3) Схватка под водой. М., 1983) и писателя Александра Ильича Зонина (Зонин А. И.: 1) Поход подводной лодки под командованием капитана 2-го ранга Грищенко. Л., 1942 ; 2) Две тысячи миль под водой. М. — Л., 1944 ; 3) Страницы походного дневника. Боевое плавание на подводной лодке Л-З в августе-сентябре 1942 г. СПб., 1981).

- Период 1944—1945 описан по личным дневникам штурмана подводной лодки «Л-3» капитана первого ранга Павлова Ивана Григорьевича.

- Лодке, под командованием капитана Грищенко (или капитану подводной лодки Грищенко) посвящена «Песня о подводной лодке» Ольги Берггольц.